# Stazione di Mulino di Mare
La stazione di Mulino di Mare è una fermata ferroviaria della ferrovia San Severo-Peschici in località Mulino di Mare, nel territorio comunale di Rodi Garganico, in provincia di Foggia.
È gestita dalle Ferrovie del Gargano.